# Petter Karlsson
Karl Petter Urban Karlsson, född 4 juli 1960 i Brunneby församling i Östergötlands län, är en flerfaldigt prisbelönt svensk journalist och författare. 

## Biografi
Sin första tjänst som journalist fick han på Tranås-Posten. Mellan 1986 och 2005 var Karlsson anställd på kvällstidningen Expressen. Han är numera frilansande skribent och krönikör på bland annat Svenska Öden & Äventyr, Historiska Brott & Mysterier, Land och Hemmets Journal. Som författare debuterade han 1994 med Drömelvan – i dag något av en kultbok i sportkretsar. Han har varit uttagen till landslaget i cricket, ritat serier och designat skivomslag, bland annat omslaget till punkbandet Rövsvetts album Burn the gay nuns, och skrivit manus till showen "Supremesoul" på Hamburger Börs med Mary Wilson och Tommy Nilsson. Han skapade 1991 spalten "Jag mötte Lassie – föreningen för fåniga meriter" i Expressen, och myntade därmed begreppet "att göra en Lassie". Petter Karlsson har även spelat fotboll för påvens livvakter i Vatikanen, och i världens minsta liga på Scilly Islands, samt anlitas som fotbollsexpert i TV. Hans böcker är översatta till bland annat engelska, finska, tyska, franska, norska, holländska, spanska och koreanska.